# Avister
 (mai 2022).
Si vous disposez d'ouvrages ou d'articles de référence ou si vous connaissez des sites web de qualité traitant du thème abordé ici, merci de compléter l'article en donnant les références utiles à sa vérifiabilité et en les liant à la section « Notes et références ».
Avister est un hameau belge de la commune d'Esneux situé dans la province de Liège en Région wallonne.
Avant la fusion des communes, Avister faisait déjà partie de la commune d'Esneux.

## Situation
Avister se situe sur une hauteur dominant la vallée de l'Ourthe qui coule d'abord au sud du hameau avant d'entamer un méandre autour de Hony pour ensuite revenir au pied nord-est du hameau. Le sommet d'Avister culmine à une centaine de mètres au-dessus du niveau de la rivière. Le plateau sur lequel se trouve le village et ses environs sont sujets à des manifestations karstiques parmi les plus importantes de Belgique.
Le hameau entièrement entouré de bois se situe sur un replat de la côte de La Roche-aux-Faucons menant de Méry au bord de l'Ourthe à Boncelles sur le plateau. Depuis 2008, cette côte est gravie lors de la course cycliste Liège-Bastogne-Liège.

## Description
Cette localité de construction assez récente est composée de résidences de type pavillonnaire. En reprenant le lieu-dit de Nomont (rues du Chêneux et Terre-Antoine) et la rue de La Roche-aux-Faucons, on y dénombre environ 150 habitations.